# Paramacrotoma scabridorsis
Paramacrotoma scabridorsis là một loài bọ cánh cứng trong họ Cerambycidae.